# Буресё (озеро)
Бу́ресё (дат. Buresø, Bursøe) — озеро в регионе Ховедстаден на востоке Дании. Располагается на территории трёх коммун: Фредерикссунн, Эгедаль и Аллерёд. Относится к бассейну реки Гресе-О.
Название Буресё происходит от Bursøe, что переводится как «озеро у вольера, маленького жилища».
Озеро находится в западной части узкой туннельной долины глубиной 10—20 м, на расстоянии 3 км к юго-востоку от населённого пункта Слангеруп в северо-восточной части острова Зеландия. Площадь — 75 га. Максимальная глубина — 11 м. Из северо-западной половины озера с северной стороны вытекает река Гресе-О, впадающая в Роскилле-фьорд — западное ответвление Исе-фьорда на юге Каттегата.
Входит в состав охраняемой природной территории дат. Øvre Mølleådal, Furesø og Frederiksdal Skov площадью 19,87 км², являющейся частью сети Натура 2000.